# 고법지인
고법지인(苦法智忍,
산스크리트어: duḥkha-dharma-jñāna-kṣānti,
duhkhe dharma-jñāna-ksāntih,
영어: tolerance of the dharma of suffering) 또는 줄여서 고법인(苦法忍)은 다음의 분류, 그룹 또는 체계의 한 요소이다.
- 부파불교와 대승불교의 수행론에서, 불과(佛果)의 증득과 직접적으로 관련된 34심(三十四心) 즉 8인(八忍) · 8지(八智) · 9무간도(九無間道) · 9해탈도(九解脫道)의 34심단결성도(三十四心斷結成道) 가운데 하나이다.[4][5][6][7]
- 부파불교와 대승불교의 수행론에서, 견도(見道)의 증득과 직접적으로 관련된 16심(十六心) 즉 8인8지(八忍八智) 가운데 하나이다.[8][9][10][11][12][13]
- 부파불교와 대승불교의 수행론에서, 8지(八智)의 원인이 되는 8인(八忍) 가운데 하나이다.[13][14][15][16]
- 부파불교와 대승불교의 수행론에서, 8지(八智) 가운데 하나인 고법지(苦法智)가 바로 다음 찰나에 현행하게 하는 원인이 되는 지혜[忍]이다.[13][14][17]
- 부파불교와 대승불교의 번뇌론과 수행론에서, 3계(三界) 5부(五部)의 번뇌들 가운데 욕계의 견고소단을 끊는 무루지이다. 즉, 욕계의 모든 번뇌 가운데 견고소단의 성질의 번뇌들을 모두 끊는 지혜[忍]이다.[18]
- 즉, 부파불교와 대승불교의 번뇌론과 수행론에서, 98수면(九十八隨眠) 가운데 '욕계의 탐(貪) · 진(瞋) · 만(慢) · 무명(無明, 癡) · 유신견(有身見) · 변집견(邊執見) · 사견(邪見) · 견취(見取) · 계금취(戒禁取) · 의(疑)의 견고소단 부분'을 끊는 무루의 지혜[忍] 또는 마음[心]이다.[18]
- 대승불교의 수행론에서 세운 여러 수행계위들 가운데 하나인 3승공10지(三乘共十地) 또는 통교10지(通教十地)의 수행계위에서 제3위인 8인지(八人地)에 속한다. 8인지의 8인(八人)은 8인(八忍)을 말한다.[19][20][21][22]

고법지인(苦法智忍) 즉 고법인(苦法忍)은 부파불교와 대승불교의 번뇌론과 수행론에서 사용되는 용어로, 특히 견도(見道)의 증득과 관련하여 사용된다. 견도는 4성제를 관찰하여 견혹(見惑)을 끊는 계위로 이 이상의 계위에 이른 유정을 성자 또는 성인이라고 한다. 즉, 부파불교의 수행계위인 성문의 4향4과에서는 수다원향(須陀洹向) 즉 예류향(預流向)에 해당하고, 대승불교의 유식유가행파의 5위(五位)의 수행 계위에서는 제3위인 통달위(通達位)에 해당하고, 대승불교 일반의 52위(五十二位)의 보살 수행계위에서는 초지(初地), 즉 10지(十地) 가운데 첫 번째 계위, 즉 환희지(歡喜地)에 해당한다.
고법지인(苦法智忍) 즉 고법인(苦法忍)은 현대의 불교사전들과 문헌들에서 다음과 같이 내용은 동일하지만 그 표현은 여러 형태로 정의되고 있다.
- 고법인(苦法忍)은 욕계의 고제(苦諦)를 명료하게 주시하여 그것에 대한 미혹을 끊고 확실하게 인정하는 지혜이다.[26]
- 고법인(苦法忍)은 욕계 고제(苦諦)의 이치를 관(觀)하여 고법지(苦法智)를 얻으려고 할 때에 일어나는 인가결정(認可決定)하는 마음이다.[27]
- 고법인(苦法忍)은 욕계의 고제(苦諦)를 관(觀)하여 생기는 무루심이다.[28]
- 고법인(苦法忍)은 고제를 관찰해 얻는 지혜인 고법지(苦法智)의 직전(直前)에 얻는 마음이다.[29][30]
- 고법인(苦法忍)은 욕계의 고제(苦諦)를 관(觀)하여 고법지(苦法智)를 득하기 전에 일어나는 무루의 법지(法智)의 인(忍), 즉 법지(法智)의 무간도지(無間道智)이다.[31]

고법지인(苦法智忍) 즉 고법인(苦法忍)에 대해 이해하기 위해서는 다음의 전제 사항들에 대한 이해가 필요하다. 사실상 이것은 불교의 번뇌론 전반에 대한 이해에 해당한다.
- 고법지(苦法智): 고지(苦智)와 법지(法智)가 합쳐진 낱말로서의 고법지에 대한 이해
- 견혹(見惑): 모든 번뇌를 견혹(견소단) · 수혹(수소단)으로 나눌 때 견혹의 성격에 대한 이해
- 견고소단(見苦所斷): 모든 번뇌를 견고소단(見苦所斷) · 견집소단(見集所斷) · 견멸소단(見滅所斷) · 견도소단(見道所斷) · 수도소단(修道所斷)의 5부(五部)로 나눌 때 견고소단에 대한 이해
- 무간도(無間道): 인(忍)과 지(智)의 관계에 대한 이해, 즉 인(忍)을 무간도라고 하고 지(智)를 해탈도(解脫道)라고 하는 것에 대한 이해

## 고법지
고법지인(苦法智忍) 즉 고법인(苦法忍)은 고법지(苦法智)와 직접적인 관련이 있는데, 고법인(苦法忍)을 이해하기 위해서는 먼저 고법지(苦法智)에 대해 이해할 필요가 있다.
- 고지(苦智)는 4성제 가운데 고제(苦諦)를 아는 무루지를 말하는데,[32][33] 고법지(苦法智)는 고지(苦智)의 일종이다.
- 법지(法智)는 욕계에서 4성제를 체득함으로써 획득되는 무루지를 말하는데,[32][34] 고법지(苦法智)는 법지(法智)의 일종이다.
- 고법지(苦法智)는 고지(苦智)와 법지(法智)가 합쳐진 낱말로, 욕계에서 고제를 아는 무루지를 말한다.[35] '욕계에서 고제를 최초로 알게 된 것'을 달리 표현하여 '고법지를 증득했다'고 말한다.
- '욕계에서 고제를 계속 알고 있는 상태'를 달리 표현하여 엄밀히는 '고법지를 증득한 상태'라고 말하고, 통상적인 표현으로 '욕계의 고제를 안다' 또는 '고법지를 증득했다'고 말한다.
- 이렇게 표현할 수 있는 이유는 고법지(苦法智)는 일단 한 번 증득되면 다시는 상실되지 않기 때문이다.
- 따라서, 욕계의 고제를 안다는 것 즉 고법지를 증득했다는 것은 수행자가 욕계에 있을 때 수행자의 마음에 고법지가 항상 현행한다는 것을 말한다. 그리고 고법지가 항상 현행한다는 것은 '고법지를 가리는 어떤 번뇌 또는 고법지의 반대가 되는 어떤 번뇌'는 결코 현행할 수 없다는 것을 말한다.

## 견혹과 견고소단
앞의 단락에서 언급된 '고법지(苦法智)는 일단 한 번 증득되면 다시는 상실되지 않는다'는 것에 대해 이해하기 위해서는 다음의 사항들에 대한 이해가 필요하다. 그리고, '고법지를 가리는 번뇌 또는 고법지의 반대가 되는 어떤 번뇌'는, 전통적인 표현으로는, 욕계의 고제에 대해 미혹하게 하는 욕계계(欲界繫: 욕계에 메인, 욕계에 속한)의 번뇌로  욕계의 고제의 관찰[觀]에 의해 끊어지는 번뇌라는 뜻에서 욕계의 견고소단(見苦所斷)이라고 한다. 견고소단(見苦所斷)은 견혹(견소단)에 속한다.
- 모든 번뇌를 분류하는 방식에는 여러 가지가 있는데, 그 중에 하나가 견혹(견소단)과 수혹(수소단)으로 나누는 것이다.
- 견혹(견소단)은 반복된 관찰[觀]의 수행에 의해 마침내 무루지가 나타날 때, 즉 견도(見道)에서 마치 해머를 내려치는 순간 바위가 산산조각으로 깨어지듯이 한꺼번에 완전히 끊어지는 번뇌를 통칭한다.[36][37] 반면 수혹(수소단)은 반복된 수행에 의해 그 세력이 점차 약화되다가 마침내 해당되는 무루지에 의해 개별로 완전히 끊어지는 번뇌를 통칭한다.[36]
- 견혹(견소단)은 이지적(理智的)인 번뇌이며 수혹(수소단)은 정의적(情意的)인 번뇌이다. 즉, 견혹(견소단)은 이성 즉 견해에 관련된 번뇌이고 수혹(수소단)은 마음에 관련된 번뇌 또는 감정과 의지에 관련된 번뇌이다.[36]
- 번뇌에는 견혹(견소단)과 수혹(수소단)의 성질을 다 가진 번뇌도 있고, 견혹의 성질만을 가진 번뇌도 있다. 예를 들어, 탐(貪) · 진(瞋) · 만(慢) · 무명(無明, 癡) · 유신견(有身見) · 변집견(邊執見) · 사견(邪見) · 견취(見取) · 계금취(戒禁取) · 의(疑)의 10수면 즉 10근본번뇌 가운데, 앞의 4가지 즉  탐 · 진 · 만 · 무명은 견혹(견소단)과 수혹(수소단)의 성질을 모두 가지고 있다. 반면, 유신견 · 변집견 · 사견 · 견취 · 계금취 · 의(疑)의 6가지는 오로지 견혹(견소단)이다.
- 모든 번뇌를 분류하는 방식에는 여러 가지가 있는데, 그 중에 하나가 견고소단(見苦所斷) · 견집소단(見集所斷) · 견멸소단(見滅所斷) · 견도소단(見道所斷) · 수도소단(修道所斷)의 5가지 부류 즉 5부(五部)로 분류하는 것이다. 5부(五部)는 번뇌를 고 · 집 · 멸 · 도의 4성제(四聖諦)에 대한 관찰[觀]에 의해 마침내 '제(諦)를 볼[見] 때, 즉 도를 볼 때[見道], 즉 진리를 볼 때[見諦道]' 한꺼번에 끊어지는 것과 4성제에 대한 수행[修習]에 의해  점진적으로 약화되다가 마침내 개별적으로 끊어지는 것으로 나눈 것이다.
- 예를 들어, 욕계의 고제에 대한 의심인 '견고소단의 의(疑)'는 그 성질이 정의적(情意的)인 것이 아니라 이지적(理智的)인 것이기 때문에 점차로 약화되다가 끊어지는 것이 아니라 그 의심을 끊을 수 있는 확실한 지혜, 즉 해당되는 무루지, 즉 고법지(苦法智)가 나타날 때 완전히, 전면적으로, 또는 한꺼번에 끊어진다.
- 5부(五部)의 분류는 실제로는 '견혹(견소단)과 수혹(수소단)'의 분류를 세분한 것으로, 견고소단(見苦所斷) · 견집소단(見集所斷) · 견멸소단(見滅所斷) · 견도소단(見道所斷)은 견혹(견소단)을 세분한 것이며, 수도소단(修道所斷)은 수혹(수소단)을 그대로 가져온 것이다. 수혹(수소단)을 4성제(四聖諦)에 따라 나누지 않는 것은 수혹(수소단)은 해당되는 제(諦)를 보게[見] 될 때 한꺼번에 끊어지는 번뇌가 아니라  선정 수행을  통해 4성제 전체의 진리성을 반복적으로 관찰[觀]하는 것을 통해 점차 약화되다가 마침내 끊어지는, 그것도 개별적으로 끊어지는 번뇌이기 때문이다.
- 고법지(苦法智)는 4성제 가운데 고제 그 중에서도 욕계의 고제를 가리는 번뇌를 끊는, 반복된 관찰 수행에 의해 마침내 나타나는 무루지로, 견혹(견소단)을 끊는 지혜이며,[38] 엄밀히 말하면, '욕계의 견고소단(見苦所斷)'을 끊는 무루지이다.

## 무간도
앞 단락에서 고법지(苦法智)를 '욕계의 견고소단(見苦所斷)을 끊는 무루지'라고 했는데, 엄밀히 말하면 이것은 틀린 말이다.
부파불교와 대승불교의 번뇌론에 따르면, '번뇌가 끊어지는 것'과 '해당 번뇌에 대응되는 지혜가 나타나는 상태'는 서로 밀접한 관련이 있지만 엄밀히 말하면 별개의 사항이다. 즉, '고법지(苦法智)의 해당 번뇌가 끊어지는 것'과 '고법지(苦法智)가 현행하는 것'은 별개의 사항이다. 즉 '욕계의 견고소단이 끊어지는 것'과 '고법지를 증득한 상태'는 기본적으로 별개이다. 이러한 이유로 부파불교와 대승불교의 번뇌론에서는 '고법지의 해당 번뇌 즉 욕계의 견고소단이 끊어지는 것'을 가능하게 하는 지혜가 있고, 실제의 '현행하는 고법지'가 있다고 구분한다. 그리고 이에 따라 '고법지의 해당 번뇌 즉 욕계의 견고소단'을 실제로 끊는 지혜를 고법지(苦法智)의 인(忍)이라는 뜻에서 또는 고제[苦]의 법지(法智)의 인(忍)이라는 뜻에서 고법지인(苦法智忍)이라고 부르고, 줄여서 고법인(苦法忍)이라고 부른다.
하지만, 부파불교와 대승불교의 번뇌론에서는 고법인과 고법지는 원인과 결과라는 긴밀한 관계에 있으며, 그것도 서로 간에 1찰나의 간격이 있을 뿐이라고 본다. 즉, 현재 찰나에 고법인이 증득되었다면 그 찰나에 '고법지의 해당 번뇌 즉 욕계의 견고소단이 모두 끊어지고' 이것이 원인이 되어 그 결과로서 바로 그 다음 찰나에 반드시 고법지가 현행하게 된다. 이러한 상황이 일반적인 용어로 확대되어, 부파불교와 대승불교위 번뇌론에서 인(忍, 산스크리트어: ksānti)은 한편으로는 인내(忍耐)를 뜻하지만 다른 한편으로는 인내가 동반된 바른 수행, 즉 바른 정진(精進), 즉 정정진(正精進)을 통해 마침내 번뇌를 끊는 지혜를 말하고, 지(智, 산스크리트어: jñāna, 즈냐나)는 인(忍)이 원인이 되어 일어난, 번뇌로부터 벗어난 상태의 지혜를 말한다. 하지만, 인(忍)과 지(智) 사이에는 1찰나의 간격만이 있고 또한 인(忍)이 현재 찰나에 있으면 반드시 다음 찰나에 지(智)가 있게 되므로, 통상적인 표현으로, 지(智)를 '번뇌를 끊는 지혜' 또는 '번뇌를 끊는 무루지'라고 흔히 표현한다.
그리고, 번뇌로부터 벗어나 있는[解脫] 상태[道] · 도정[道] 또는 단계[道]를 전통적인 용어로 해탈도(解脫道)라고 한다. 이런 의미에서 '고법지가 현행하고 있는 상태', 즉 간단히 줄여서 고법지(苦法智)는 '욕계의 고제에 대한 견혹' 즉 '욕계의 견고소단'으로부터 벗어나 있는[解脫] 상태[道] · 도정[道] 또는 단계[道]이므로 해탈도의 일종이다.
그리고, '찰나 A와 '찰나 B' 사이에 아무런 간격이 없고 '찰나 A' 다음에 바로 '찰나 B'가 이어지는 경우를 전통적인 용어로 '간격이 없다'는 뜻의 무간(無間)이라고 한다. 고법인과 고법지는 무간(無間)의 관계에 있는데, 이러한 이유로 전통적으로 고법인이 고법지와의 관계에서 무간의 상태[道] · 도정[道] 또는 단계[道]에 있다는 뜻에서 또는 고법인이 고법지의 무간의 원인[道]이라는 뜻에서, 고법인(苦法忍)을 '고법지(苦法智)의 무간도(無間道)'라고 표현하며 혹은 '고법지(苦法智)의 무간도지(無間道智)'라고도 표현한다. 무간도를 걸림[礙] 즉 간격[間]이 없다는 뜻에서 무애도(無礙道) 라고도 한다.

## 고법지인의 정의
고법지인(苦法智忍) 즉 고법인(苦法忍)은 현대의 불교사전들과 문헌들에서 다음과 같이 여러 형태로 정의되는데 모두 위에 기술된 설명의 취지를 따른 서술로, 어떤 경우는 매우 생략된 형태의 서술이다. 그리고 지혜를 비롯한 모든 마음작용(심소법)은 마음이라는 활동공간[地, 산스크리트어: bhūmi]에 현행하는 것이므로, 고법인(苦法忍)이 현행하고 있는 상태도 마음이고 고법지(苦法智)가 현행하고 있는 상태도 마음이다. 이런 뜻에서 아래의 정의들 중 몇몇에서는 고법인이라는 지혜를 무루심 또는 마음이라고도 부르고 있다. 이들 정의들에서 표현하고자 하는 바는 '현재 찰나의 마음에 고법인(苦法忍)이 현행하여서 욕계의 고제에 대해 미혹하게 하는 번뇌 즉 욕계의 견고소단을 끊고, 이것이 원인이 되어 바로 그 다음 찰나의 마음에 고법지(苦法智)가 현행한다'는 것이다.
- 고법인(苦法忍)은 욕계의 고제(苦諦)를 명료하게 주시하여 그것에 대한 미혹을 끊고 확실하게 인정하는 지혜이다.[26]
- 고법인(苦法忍)은 욕계 고제(苦諦)의 이치를 관(觀)하여 고법지(苦法智)를 얻으려고 할 때에 일어나는 인가결정(認可決定)하는 마음이다.[27]
- 고법인(苦法忍)은 욕계의 고제(苦諦)를 관(觀)하여 생기는 무루심이다.[28]
- 고법인(苦法忍)은 고제를 관찰해 얻는 지혜인 고법지(苦法智)의 직전(直前)에 얻는 마음이다.[29][30]
- 고법인(苦法忍)은 욕계의 고제(苦諦)를 관(觀)하여 고법지(苦法智)를 득하기 전에 일어나는 무루의 법지(法智)의 인(忍), 즉 법지(法智)의 무간도지(無間道智)이다.[31]

## 같이 보기
- 현관
- 6현관
- 견혹
- 수혹

## 참고 문헌
- 곽철환 (2003). 《시공 불교사전》. 시공사 / 네이버 지식백과. |title=에 외부 링크가 있음 (도움말)
- 권오민 (2003). 《아비달마불교》. 민족사.
- 용수 지음, 구마라습 한역, 김성구 번역 (K.549, T.1509). 《대지도론》. 한글대장경 검색시스템 - 전자불전연구소 / 동국역경원. K.549(14-493), T.1509(25-57). |title=에 외부 링크가 있음 (도움말)
- 운허.  동국역경원 편집, 편집. 《불교 사전》. |title=에 외부 링크가 있음 (도움말)
- (영어) DDB. 《Digital Dictionary of Buddhism (電子佛教辭典)》. Edited by A. Charles Muller. |title=에 외부 링크가 있음 (도움말)
- (중국어) 佛門網. 《佛學辭典(불학사전)》. |title=에 외부 링크가 있음 (도움말)
- (중국어) 星雲. 《佛光大辭典(불광대사전)》 3판. |title=에 외부 링크가 있음 (도움말)
- (중국어) 용수 조, 구마라습 한역 (T.1509). 《대지도론(大智度論)》. 대정신수대장경. T25, No. 1509, CBETA. |title=에 외부 링크가 있음 (도움말)}